# Sitofilia

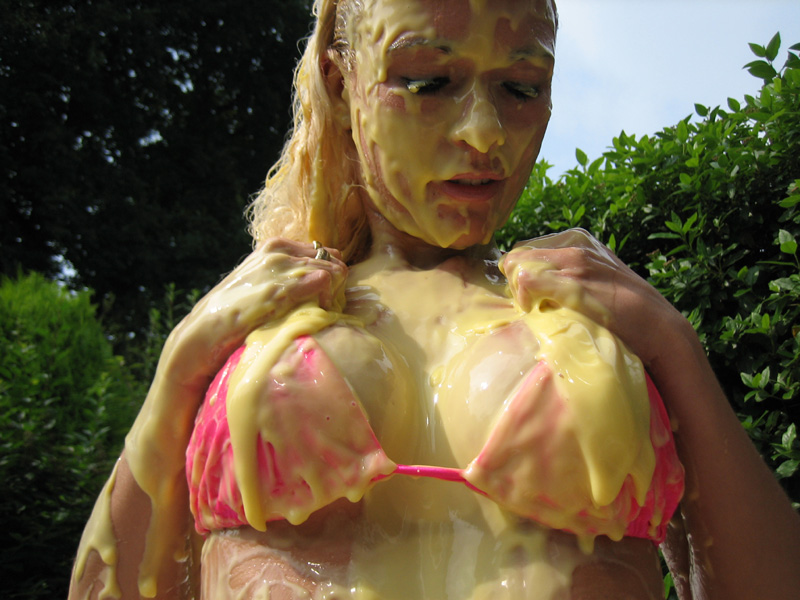
Mujer cubierta de natillas.

La sitofilia o food play (juego de comida en inglés) se refiere al fetichismo sexual en el que se mezcla el erotismo y la comida.

## Práctica
La práctica puede llevar, o no al acto sexual. El término se asocia comúnmente a la práctica erótica de tomar alimentos considerados afrodisíaco como chocolate o crema batida, los cuales se vierten sobre el cuerpo de la pareja sexual para producir un gozo sexual. La práctica puede tener fines decorativos, a veces puede corresponder a servir un plato sobre los genitales femeninos o masculinos.
El término también incluye la masturbación con diversos productos alimenticios de formas fálicas (ej.: mazorcas de maíz, pepinos, calabacines, bananas, y productos procesados como salchichas) para sustituir el uso de un consolador en la penetración vaginal en la mujer y la penetración anal en ambos sexos. En su forma menos frecuente se puede asociar el término a la penetración de alimentos por un individuo masculino.
El body shot (trago de cuerpo en inglés) es una práctica en la que se vierten bebidas alcohólicas (regularmente tequila) sobre el cuerpo de una persona para que otra las tome. Suele vertirse sobre el ombligo o sobre los pechos, además pueden incluirse acompañantes de las bebidas como limón y sal, los cuales también se colocan sobre el cuerpo.